# Ильза Стэнли
Ильза (Интратор) Стэнли (до замужества Ильза Давидсон), (11 марта 1906, Гливице — 21 июля 1970 или 19 июля 1970, Бостон) — немецкая еврейка, сумевшая с 1936 по 1938 год освободить из нацистских концлагерей 412 заключённых-евреев, в чём ей помогали как другие евреи, так и нацисты — члены гестапо.
Она также помогла бессчётному множеству других евреев бежать из страны, пока это можно было сделать легально. Её история была освещена в 1955 году в телепередаче Ральфа Эдвардса This Is Your Life, а также в красках описана в автобиографии Стэнли The Unforgotten, опубликованной в США в 1957 году.

## Ранние годы
Ильза родилась в 1906 году в Гляйвице, маленьком шахтёрском городке в Германии. Семья Ильзы переехала в Берлин после того как её отец, Магнус Давидсон, получил должность главного кантора строящейся синагоги на Фазаненштрассе в районе Шарлоттенбург. Впервые войдя в ещё недостроенную синагогу, Ильза влюбилась в неё, и их дальнейшие судьбы оказались переплетены (Ильза даже называла её «мой дом»). Император Германии Кайзер Вильгельм лично посетил открытие синагоги 26 августа 1912 года, и Ильзе, тогда шестилетней девочке, выпала честь вручить ему цветы.
В пятнадцать лет Ильза окончила школу Августы-Виктории в Шарлоттенбурге. Она продолжила изучать театральное искусство и историю театра в Театральном Институте и в Берлинском Университете, одновременно работая неполный рабочий день бухгалтером и администратором. Позже она также обучалась актёрскому и режиссёрскому искусству в Берлине в Немецком театре Макса Рейнхардта и в других местах. Преимущественно выступая на сцене, Ильза (её сценический псевдоним — Ильза Дэвис) тем не менее снялась и в нескольких фильмах, в том числе в «Метрополисе» Фрица Ланга. Со временем в ширящийся круг её интересов и устремлений попало режиссирование и продюсирование, и, в 1929 году, когда ей едва исполнилось 20, Ильза открыла собственный театр. Всё в этом начинании находилось под её управлением: постановки, реклама, связи с общественностью; она также открыла академию, где преподавали актёрское мастерство, режиссирование и продюсирование.
В 1933 году актёрской карьере Ильзы пришёл внезапный конец — она больше не могла арендовать театры и концертные площадки из-за всё возрастающего давления, которое Гитлер и нацистская Германия оказывали на евреев. В течение следующих трёх лет, вплоть до 1936 года, она ездила по стране, обращаясь к собратьям-евреям «каждый раз, когда мне было позволено».

## Концлагеря
Ильза впала в отчаянье из-за своих безрадостных перспектив и невозможности заниматься любимым делом. В 1936 году по непредвиденному стечению обстоятельств она отправилась в концлагерь Заксенхаузен под фальшивым именем, притворяясь соцработницей, и обеспечила освобождение мужа своей двоюродной сестры.
Вот как это произошло:
В 1936 году двоюродная сестра Ильзы приехала в Берлин, чтобы проконсультироваться с адвокатом насчёт освобождения её мужа из концлагеря. Она ещё не осознавала, что творилось в то время в Германии, что закон и порядок прекратили своё существование. Она поговорила с Ильзой, и обе они впали в крайнее смятение. После долгих раздумий и посещения горячо любимой ею синагоги Ильза приняла решение, которое изменило всю её дальнейшую жизнь. Доверившись, по её словам, «добру, которое есть даже в тех, кто знает одно лишь зло» стр.68 она вместе с двоюродной сестрой отправилась в Гестапо просить о помощи.
Когда они шли по коридору, опустив глаза, их остановил офицер, чтобы побеседовать с Ильзой. Он начал расспрашивать её об имени «Ильза Давис», и она узнала «Фрица» (его настоящее имя было Ганс)— полицейского, которого она встречала во времена своей актёрской карьеры и для сестры которого когда-то организовала торжество на 16-й день рождения.
Вдвоём они отправились в кафе, и Фриц изложил Ильзе свой план. Притворившись соцработницей по имени «Фелдерн», Ильза должна была лично отнести документы об освобождении в лагерь и вернуться оттуда с заключённым. В том, чтобы отправиться в лагерь лично, заключался фактор неожиданности — это резко повышало вероятность того, что узника действительно освободят, а не тайно казнят, если тот был в плохом состоянии.
План был расписан до мелочей: доверенный водитель должен был отвезти Ильзу в Заксенхаузен, где держали мужа её двоюродной сестры. Она должна была войти одна, предъявить документы и ждать, пока не приведут заключённого. При возникновении вопросов касательно бумаг она должна была назвать имя высокопоставленного нацистского адвоката (осведомлённого об этом плане) и ничего более. Никто не знал, где и почему она была, но доверенный дальний знакомый — не член семьи — знал о её отлучке и предполагаемом времени возвращения. Если бы она не вернулась до назначенного срока, он бы позвонил Фрицу. Ни одна запись об этом деле не должна была храниться дольше суток. И, самое главное — ни при каких обстоятельствах она не должна была реагировать ни на что, увиденное ей в лагере.
Она отправилась в лагерь и вернулась вместе с заключённым.
Провернув этот трюк однажды, Ильза продолжила совершать спасательные операции в течение следующих двух лет. Чтобы заручиться прикрытием для своей деятельности, она стала волонтёром при вице-президенте Еврейского Сообщества, которого она в своей книге называет «мистер Гросс». Она работала в паспортном столе над «самыми безнадёжными случаями». Помимо разбирательства с документами, благодаря чему множество евреев смогли уехать из страны, она также продолжила выводить заключённых из концлагерей, сумев таким образом спасти 412 человек до того, как 9 ноября 1938 года разразилась Хрустальная ночь.

## Эмиграция
Положение резко осложнилось после Хрустальной ночи, когда более 200 синагог по всей Германии, включая обожаемый «дом» Ильзы, были разрушены и преданы огню. К 1939 году еврейское население Берлина сократилось до 75 тысяч (по сравнению с 160 тысячами в 1933 году). Визиты в концлагеря стали невозможными, но Ильза продолжала помогать евреям бежать из страны законными методами. Она поддерживала контакт с «Фрицем», и, когда Гестапо начало интервьюировать граждан, чтобы помешать им уехать из страны, Фриц сумел предупредить Ильзу. В конце концов, она была вынуждена признать, что ей и её семье нужно покинуть Германию. Они уехали порознь: сначала её отец в марте 1939, потом муж, затем сама Ильза и её сын Манфред.
За пять дней до предполагаемого отъезда Ильзы её мать вызвали в отдел Гестапо на площади Александерплац. Ильза пошла вместо неё. Её актёрское прошлое внезапно вновь дало о себе знать — более молодой из двух следователей узнал её. После разъяснения касательно своей матери Ильза совершила ошибку, которая едва не стала для неё последней — она упомянула свой собственный скорый отъезд. Её начали допрашивать, и, понимая, что терять уже нечего, Ильза начала говорить открыто. Она рассказала об ужасе, в котором жила со времён Хрустальной ночи, и о желании избавиться от этого страха. Она рассказала о цветах, которые когда-то вручила императору, об отречении кайзера Вильгельма и его побеге из Германии 9 ноября 1918 года, и о Хрустальной ночи, которая произошла ровно через 20 лет после этого (9 ноября 1938). Один из двух следователей разрыдался. Ей позволили уйти, и три дня спустя она вместе с Манфредом уехала в Англию. После недолгого пребывания там, 4 августа 1939 года они на судне СС Дойчланд уплыли из Саутгемптона и прибыли в США 11 августа.
Позднее Ильза переехала в Бостон, а оттуда — в Нью-Гэмпшир, где устроилась работать аукционисткой. Она скончалась в Бостоне в 1970 году и была похоронена в Гилфорде, Нью-Гэмпшир, на кладбище Смит Митинг Хаус.

## Признание
Заслуги Ильзы по спасению узников концлагерей не получили широкой огласки. Исключением является выпуск телепередачи 'This is Your Life, посвящённый жизни Ильзы и её спасательным операциям. В этом выпуске она вновь встретилась со своим отцом, Магнусом Давидсоном, который после побега из Германии в 1939 году остался жить в Англии.

## Произведения Ильзы Стэнли
- Stanley, Ilse. I Will Lift Up Mine Eyes (англ.). — London: Victor Gollancz Ltd, 1954. — P. 224.
- Stanley, Ilse. The Stranger's Surprise (англ.) // The Saturday Evening Post : magazine. — 1957. — 28 December (vol. 44, no. 11).

Reprinted in November/December 1992 issue, vol. 264:6.
- Stanley, Ilse. The Unforgotten (англ.). — Boston, Mass. USA: Beacon Press[англ.], 1957. — P. 375.
- Stanley, Ilse. Die Unvergessenen (нем.). — München / Wien / Basel: Desch, 1964.